# مطلوب على وجه السرعة (مسرحية)
مسرحية كوميدية بطولة يحيى الفخراني، المنتصر بالله، هالة صدقي، وهالة فاخر، لعب المنتصر بالله دور (حامد محفوظ الضبع) السكرتير الساذج صديق يحى الفخراني الذي تستولي على أمواله خطيبته هالة فاخر بمساعدة صديقتها هالة صدقي حتى لا يتزوج من غيرها. المسرحية من المسرحيات النادرة والتي يصعب للغاية الحصول على نسخة منها.